# Fukutsu, Fukuoka
Fukutsu (福津市 Fukutsu-shi) là một thành phố thuộc tỉnh Fukuoka, Nhật Bản. Thành phố được thành lập ngày 24 tháng 1 năm 2005 khi sáp nhập các thị trấn Fukuma và Tsuyazaki.